# Домингес, Альваро Хосе
Альваро Хосе Домингес Кабесас (исп. Álvaro José Domínguez Cabezas; 10 июня 1981, Эль-Серрито, Колумбия) — колумбийский футболист, полузащитник. Выступал в сборной Колумбии.

## Клубная карьера
Домингес начал свою карьеру в клубе «Депортиво Кали». В 2000 году он дебютировал за клуб в Кубке Мустанга. В команде Альваро провёл семь лет, в первых сезонах он на правах аренды выступал за «Атлетико Уила», «Депортиво Пасто» и венесуэльский «Эстудиантес де Мерида». В 2005 году Домингес впервые стал чемпионом Колумбии. В следующем сезона Альваро стал серебряным призёром Кубка Мустанга.
В 2007 году Домингес принял предложение швейцарского «Сьона» и переехал в Европу. 7 августа в поединке против «Туна» он забил свой первый мяч в швейцарской Суперлиге и принёс победу новой команде. В новом клубе Альваро быстро стал одним из лидеров и помог ему выиграть два чемпионата. В 2011 году Домингес на правах аренды перешёл в турецкий «Самсунспор». 10 сентября в матче против «Генчлербирлиги» он дебютировал в турецкой Суперлиге. В этой же встрече он забил свой первый мяч за новую команду. В 2012 году Домингес вернулся в родной «Депортиво Кали».

## Международная карьера
В 2007 году Домингес дебютировал за сборную Колумбии. 28 марта 2007 года в поединке против сборной Парагвая Альваро забил свой первый гол за национальную команду. В том же году он принял участие в Кубке Америки. На турнире он сыграл в поединке против Парагвая.

### Голы за сборную Колумбии
| #   | Дата          | Место                        | Противник | Счёт | Результат | Соревнование      |
| --- | ------------- | ---------------------------- | --------- | ---- | --------- | ----------------- |
| 01. | 28 марта 2007 | Эль Кампин, Богота, Колумбия | Парагвай  | 2:0  | 2:0       | Товарищеский матч |

## Достижения
«Депортиво Кали»
- Чемпионат Колумбии по футболу — Финалисасьон 2005